# Конт (Приморски Алпи)
Конт (фр. Contes) насеље је и општина у Француској у региону Прованса-Алпи-Азурна обала, у департману Приморски Алпи која припада префектури Ница.
По подацима из 2011. године у општини је живело 7095 становника, а густина насељености је износила 364,41 становника/km². Општина се простире на површини од 19,47 km². Налази се на средњој надморској висини од 290 метара (максималној 642 m, а минималној 123 m).

## Демографија
| 1962. | 1968. | 1975. | 1982. | 1990. | 1999. | 2011. |
| ----- | ----- | ----- | ----- | ----- | ----- | ----- |
| 2.876 | 3.458 | 4.123 | 4.941 | 5.867 | 6.551 | 7.095 |

График промене броја становника у току последњих година